# Koty grupy azjatyckiej

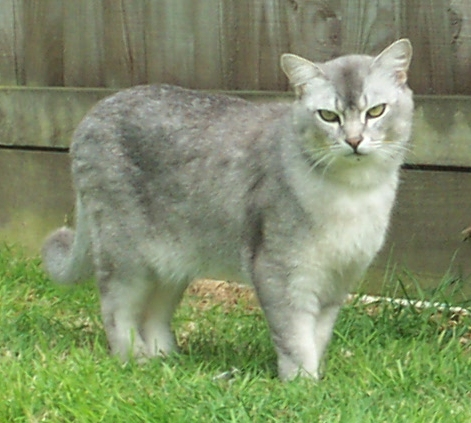
Burmilla

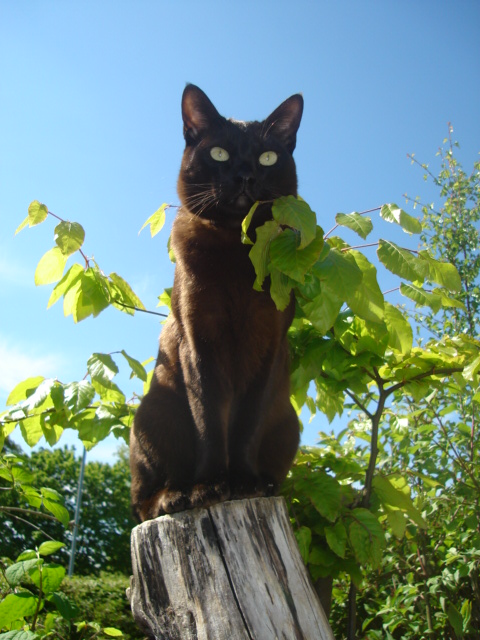
Kot azjatycki krótkowłosy

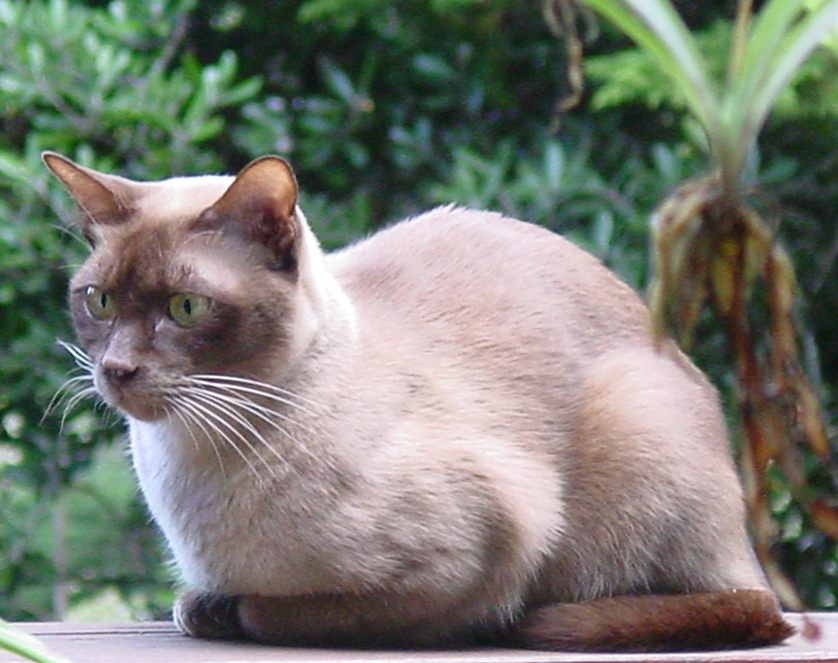
Kot Burmski

Koty grupy azjatyckiej - Hodowcy kotów rasowych z brytyjskiej organizacji The Asian Group of Cats, stowarzyszonej w The Governing Council of the Cat Fancy (GCCF) spośród kocich ras wyodrębnili grupę kotów azjatyckich (ang. Asian Group Cat), w której uznawane są rasy:
1. Burmilla - znana jako kot azjatycki cieniowany (srebrzysty) (ang. Asian Shaded).
2. Kot azjatycki dymny (ang. Asian Smoke). Koty posiadające białe włosy ciemniejszymi końcówkami - przyjmuje się, że idealnie ubarwiony kot tej rasy posiada jednolite i jednobarwne futro przy proporcji 2/3 bieli do 1/3 ciemnego odcienia.
3. Kot azjatycki dziko umaszczony (ang. Asian Tabbies). W tej rasie ujęte zostały koty o różnych odmianach dzikiego umaszczenia: pręgowane, marmurkowe, cętkowane, plamiaste. Koty tej rasy są najbliżej spokrewnione z kotami burmańskimi.
4. Kot azjatycki jednobarwny (ang. Asian Selfs) Typowym przedstawicielem tej rasy, obok wielu innych odmian barwnych, jest kot bombajski zwany również azjatyckim czarnym.
5. Kot azjatycki półdługowłosy (ang. Asian Semi-Longhair) zwany również Tiffanie.